# Détruire, dit-elle
Détruire dit-elle è un film del 1969 diretto da Marguerite Duras.
Il soggetto è basato sul romanzo Distruggere, lei disse, della stessa regista.